# Bank of England
A Bank of England (röviden: BoE)az Egyesült Királyság központi bankja, gyakorlatilag a modern központi bankok arra a modellre épültek és aszerint az elvek szerint működnek mint a Bank of England. Az intézményt 1946-ban, Clement Attlee miniszterelnöksége alatt államosították.

## A Bank of England kormányzói
| Név                    | Terminus | Terminus |
| Név                    | Kezdete  | Vége     |
| ---------------------- | -------- | -------- |
| Samuel Gladstone       | 1899     | 1901     |
| Augustus Prevost       | 1901     | 1903     |
| Samuel Morley          | 1903     | 1905     |
| Alexander Wallace      | 1905     | 1907     |
| William Campbell       | 1907     | 1909     |
| Reginald Eden Johnston | 1909     | 1911     |
| Alfred Cole            | 1911     | 1913     |
| Walter Cunliffe        | 1913     | 1918     |
| Brien Cokayne          | 1918     | 1920     |
| Montagu Norman         | 1920     | 1944     |
| Thomas Catto           | 1944     | 1949     |
| Cameron Cobbold        | 1949     | 1961     |
| Rowland Barin          | 1961     | 1966     |
| Leslie O'Brien         | 1966     | 1973     |
| Gordon Richardson      | 1973     | 1983     |
| Robert Leigh-Pemberton | 1983     | 1993     |
| Edward George          | 1993     | 2003     |
| Mervyn King            | 2003     | 2013     |
| Mark Carney            | 2013     | 2020     |
| Andrew Bailey          | 2020     |          |

## Fordítás
Ez a szócikk részben vagy egészben  a   Bank of England című angol Wikipédia-szócikk ezen változatának fordításán alapul.  Az eredeti cikk szerkesztőit annak laptörténete sorolja fel. Ez a jelzés csupán a megfogalmazás eredetét és a szerzői jogokat jelzi, nem szolgál a cikkben szereplő információk forrásmegjelöléseként.